# Arachneo
Arachneo (griechisch Αραχναίο (n. sg.)) ist ein Dorf der Gemeinde Nafplio im Regionalbezirk Argolis. Bis 2010 gehörte es zur Gemeinde Midea. Es befindet sich am nördlichen Abhang des gleichnamigen Berges Arachneo auf einer Höhe von 600 m über dem Meer. 2011 wurden 643 Einwohner gezählt. 2001 waren es noch 854 gewesen. Das Dorf hieß bis 1915 Cheli (Χέλι) und wurde dann nach dem Berg benannt.
In dem Ort gibt es einige restaurierte alte Steingebäude und andere sind dem Verfall preisgegeben. Die Kirchen in Arachneo stammen aus dem 19. und 20. Jahrhundert. Im Ortskern steht die Hauptkirche, die Agios Athanasios geweiht ist. Am westlichen Ortsrand findet man die kleine Kirche Agios Fanourios und im Südosten die Kirchen Agios Panteleimon und Agios Ephraim. Etwa 600 m südöstlich des Ortskerns stand das byzantinische Kloster Talantiou von dem heute nur noch das Katholikon erhalten ist. Das Kloster Panagia Talantiou aus dem 18. Jahrhundert befindet sich in einem Seitental etwa 4 m westlich des Ortes.